# Guidant John Rose Minnesota Oval
De Guidant John Rose Minnesota Oval is de ijsbaan van Roseville, Minnesota. De ijsbaan heette eerder John Rose Minnesota Oval Roseville. De ijsbaan is naar eigen zeggen de grootste kunstijsbaan van de VS en wordt gebruikt voor langebaanschaatsen en voor bandy.

## Grote wedstrijden
Internationale kampioenschappen
- 1995 - WK bandy mannen
- 1998 - WK junioren
- 2004 - WK junioren
- 2006 - WK bandy vrouwen
- 2016 - WK bandy vrouwen